# Zosima bucharica
Zosima bucharica är en flockblommig växtart som först beskrevs av Boris Fedtjenko och Boris Konstantinovich Schischkin, och fick sitt nu gällande namn av Minosuke Hiroe. Zosima bucharica ingår i släktet Zosima och familjen flockblommiga växter. Inga underarter finns listade i Catalogue of Life.